# Wilhelm Witte (Politiker)
Wilhelm Witte, auch Albin Witt (bl. ab 1224; † nach 1261) war ein Bürgermeister der Hansestadt Lübeck.

## Leben

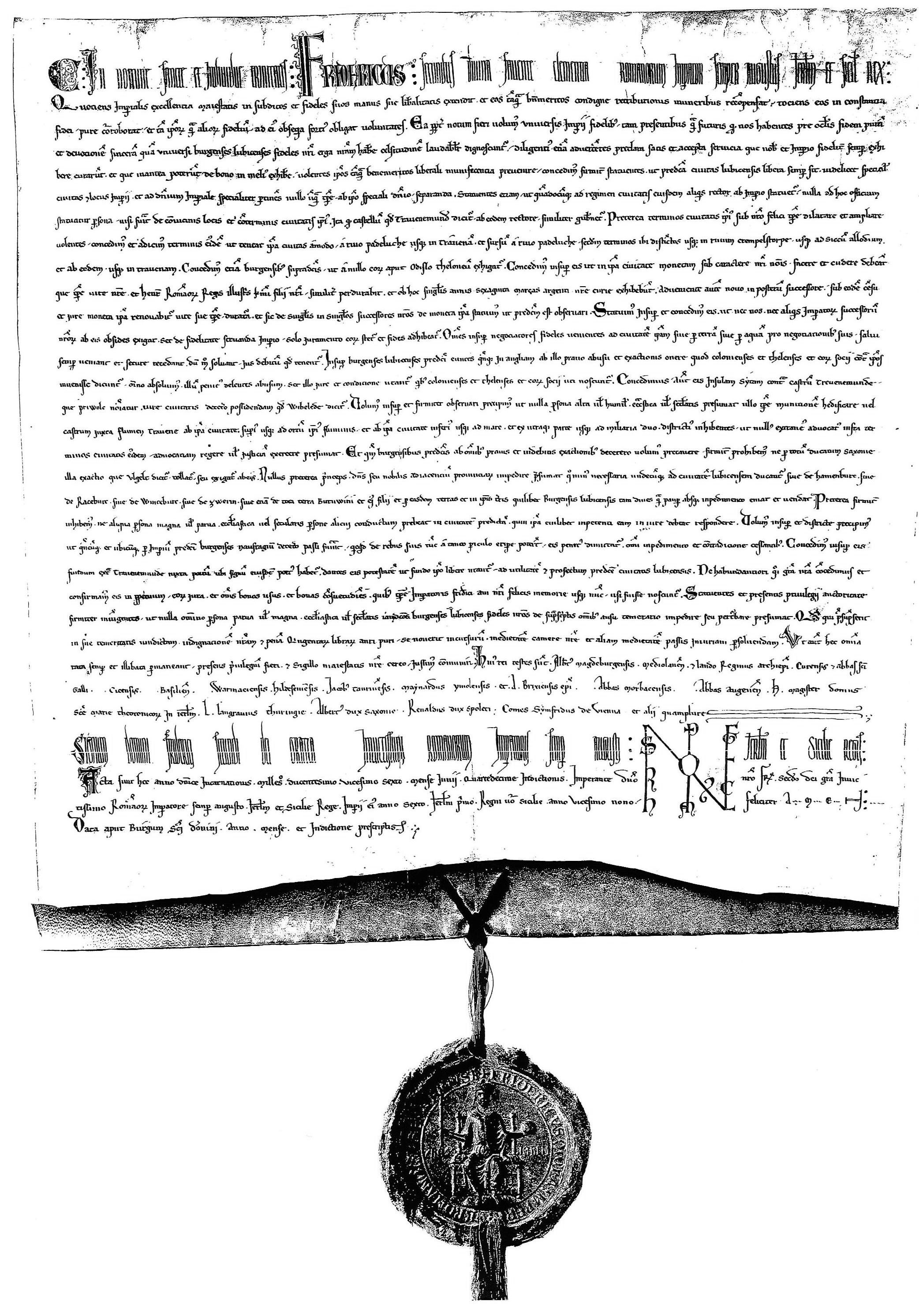
Reichsfreiheitsbrief der Stadt Lübeck aus dem Jahr 1226

Er war gemeinsam mit dem Ratsherrn Johann von Bremen einer der Ratssendboten (Gesandten) 1226 bei Kaiser Friedrich II., die in Borgo San Donnino (Fidenza) den Lübecker Reichsfreiheitsbrief erwirkten. Zu den Urkundszeugen gehörte auch der Hochmeister des Deutschen Ordens Hermann von Salza, der gestützt auf die Goldene Bulle von Rimini aus dem März des Jahres Siedlungspläne für das Baltikum entwickelte, die in der Folge über den Lübecker Hafen mit Koggen abgewickelt wurden. Als Lübecker Bürgermeister ist Witte in den Jahren 1250 bis 1253 belegt; danach waltete er nicht mehr als Bürgermeister der Stadt wohl aber noch bis 1259 als deren Kämmereiherr. Witte war in späteren Lebensjahren Bevollmächtigter des Erzbischofs Albrecht II. (Suerbeer) von Riga und verwaltete dessen (undatierte) Spende zum Bau des Heiligen-Geist-Hospitals in Lübeck. Witte ist für das Jahr 1261 letztmals lebend und 1271 als verstorben in Lübecker Urkunden belegt. Erdmann schreibt ihm, nicht zuletzt wegen seiner Italienreise und seines Ansehens in der Stadt selbst, einen erheblichen Einfluss auf die Lübecker Stadtplanung Mitte des 13. Jahrhunderts zu. In seine Amtszeit fällt neben der Planung des Heiligen-Geist-Hospitals der Ausbau der Lübecker Kirchen und der grundlegende Umbau des Lübecker Rathauses. Heute erinnert ein historistisches Wandgemälde des 19. Jahrhunderts im Treppenhaus des Lübecker Rathauses an die beiden Ratssendboten des Jahres 1226 in Borgo San Donnini.